# Sous les pieds des femmes
Pour plus de détails, voir Fiche technique et Distribution.
Sous les pieds des femmes est un film français réalisé par Rachida Krim, sorti en 1997.

## Synopsis
1996, un couple d'Algériens, Aya et Moncef, vit depuis quarante ans dans une ville du sud de la France. Tous deux ont pleinement vécu la guerre d'indépendance sous les ordres d'Amin, commandant du Front de libération nationale, qu'ils s'apprêtent à accueillir dans leur famille.
Aya se souvient que la première fois qu'elle a rencontré Amin, elle n'avait que vingt-deux ans, mais était déjà mère de deux enfants. Sauvage, illettrée, elle est entièrement soumise à l'autorité de son mari. Une nouvelle révolution s'amorce et Amin engage Aya comme assistante. La femme est une militante exemplaire, tenace et courageuse. Elle se découvre des talents insoupçonnés, s'émancipe et surtout goûte pour la première fois à la liberté.

## Fiche technique
- Titre français : Sous les pieds des femmes
- Réalisation : Rachida Krim
- Scénario : Rachida Krim, Jean-Luc Seigle et Catherine Labruyère-Colas
- Photographie : Bernard Cavalié
- Musique : Alexandre Desplat
- Production : Éric Atlan, Brigitte Azoulay, Philippe Bédrossian et Jean-Jacques Jauffret
- Pays d'origine :  France
- Date de sortie : 1997

## Distribution
- Éric Atlan : Capitaine Bertrand
- Mohammed Bakri : Amin 1996
- Guy Bedos : le Procureur
- Roland Bertin : le Président du tribunal
- Kader Boukhanef : Mourad
- Safy Boutella : Addellah
- Olivier Brunhes : Jacques
- Claudia Cardinale : Aya 1996
- Nadia Farès : Fouzia 1996
- Bernadette Lafont : Suzanne
- Arnaud Meunier : Jeannot
- Samy Naceri : Mohammed
- Catherine Samie : la Voisine
- Yorgo Voyagis : Moncef 1996
- Fejria Deliba : Aya